# 박수련
박수련(본명: 박영인, 1994년 5월 2일~2023년 6월 11일)은 대한민국의 뮤지컬배우였다.
2018년 뮤지컬 일 테노레를 통해서 데뷔하였다. 2023년 6월 11일, 계단에서 낙상 사고로 인하여 사망했다.

## 공연
- 2018년 : 일 테노레
- 2019년 : 김종욱 찾기
- 2020년 : 사랑에 스치다
- 2021년 : 싯다르타 - 성남
- 2021년 : 싯다르타 - 광주
- 2022년 : THE CELLAR
- 2022년 : 어쩌다 연극 페스티벌
- 2022년 : 우리가 사랑했던 그날
- 2023년 : 싯다르타 - 안양